# Президентські вибори в Білорусі 2001
Чергові вибори Президента Білорусі пройшли 9 вересня 2001 року. У першому турі перемогу здобув Олександр Лукашенко.

## Основні учасники
- Сергій Гайдукевич — голова Ліберально-демократичної партії.
- Володимир Гончарик — голова Федерації профспілок.
- Семен Домаш — колишній голова Гродненського облвиконкому, зняв свою кандидатуру на користь Гончарика.
- Олександр Лукашенко

## Результати
Явка — 83,86%. Олександр Лукашенко набрав 75,65% (менше в процентуальному вираженні, але більше в абсолютних числах, ніж в 1994 р., коли він був кандидатом від опозиції), Володимир Гончарик — 15,65%, Сергій Гайдукевич — 2,48%.
«Я був спостерігачем на виборах президента Білорусі в 2001 році. ОБСЄ заявило, що було багато порушень, не вказавши конкретних порушень. Потім у спілкуванні із західними депутатами розгорівся скандал. Французький депутат зізнався, що вони приїхали вже зі свідомо написаним папером. Підтримали його представники Швеції, Бельгії, Великої Британії» (Олександр Чародєєв) [недоступне посилання з липня 2019].
Білоруська опозиція, США і ЄС не визнали результати виборів, заявивши, що вони пройшли із численними порушеннями й не відповідали демократичним стандартам Спостерігачі від СНД порахували, що істотних порушень у ході виборів не було і їхні результати відповідають волевиявленню білоруського народу